# Lashio

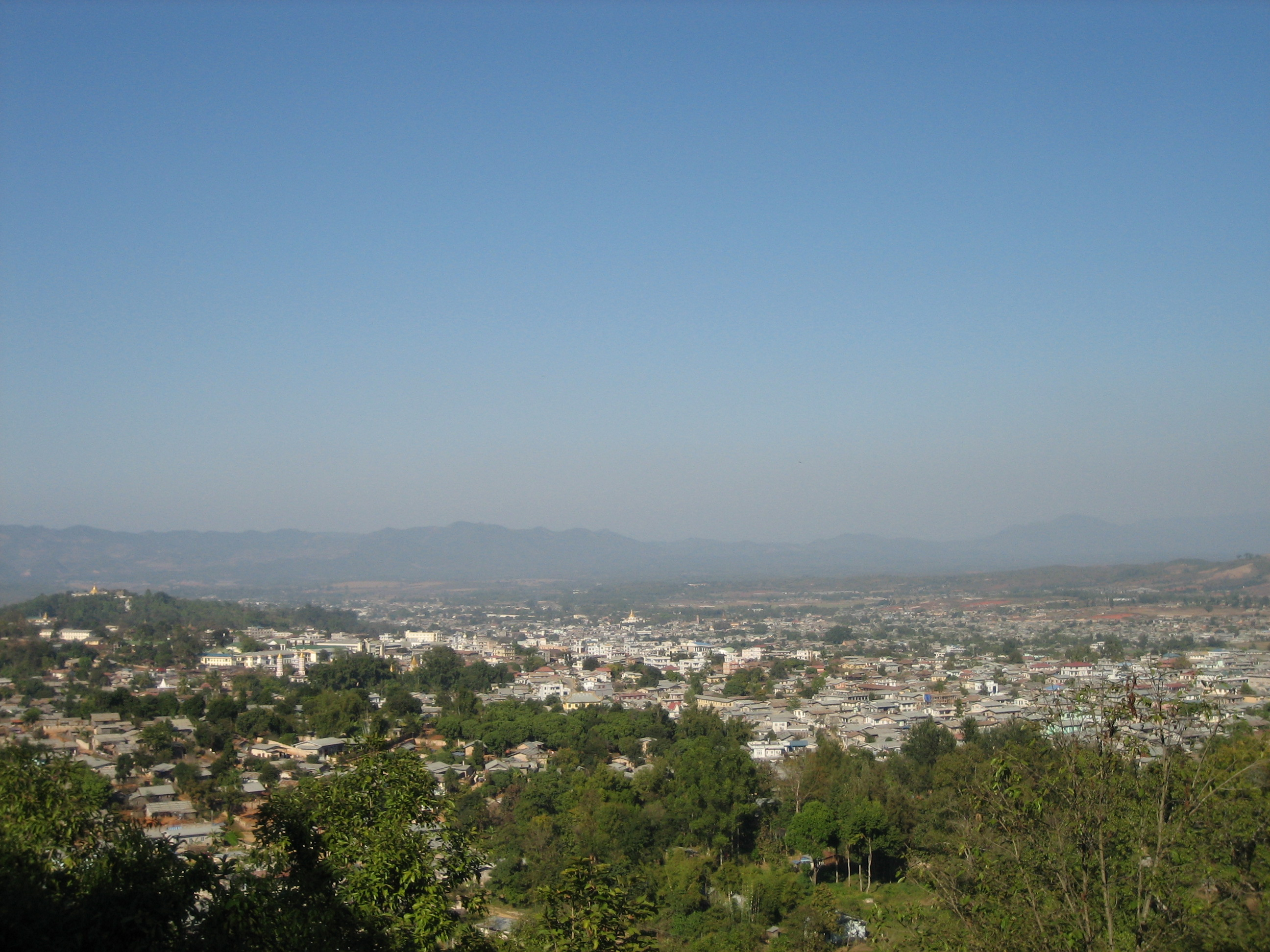
Lashio

Lashio(birmà လာရှီုးမြို့) és la ciutat principal de l'Estat Shan de Myanmar i antiga capital dels Estats Shan del nord. Avui dia té uns 50000 habitants (uns 5000 el 1960, el 1901 era de 1.613 però abans de l'obertura de la via fèrria i el 1903 va passar a 2.565). Està situada al peu d'una muntanya per damunt de la ball del riu Nam Yao. Està poblada per xans, bamars i xinesos. Hi ha aeroport a les proximitats (coi IATA: LSH, codi ICAO: VYLS).
Edifici important de la ciutat és la Pagoda Mansu, que té uns 250 anys, i la de Saasana Paya (Pyi Lon Chanta) que és molt més antiga. Mercat setmanal. Proper està el viaducte de Gokteik que és el segon viaducte ferroviari més alt del món; també la pagoda Bawgyo (del segle XIV) en direcció a Hsipaw. A uns 8 km hi ha Yepusan que és molt saludable l'hivern.
Era un centre administratiu birmà pels estats Shan, si bé l'establiment estava aleshores situat a certa distància de la vila, a Nam Yao, en un antic camp fortificat xinès. La zona estava molt poblada però va quedar arruïnada per la revolta que va afectar l'estat de Hsenwi entre 1855 i 1889. Els britànics hi van instal·lar una estació amb jutjat, campament i edificis pels oficials civils, una posició de policia militar i el quarter del batalló de Lashio de la policia militar, al costat de l'estació nativa (anomenada Vella Lashio) on vivien els xans i birmans entre altres ètnies, que era un considerable mercat d'opi. Hi tenien residències temporals els cinc sawbwas (prínceps) xans dels estats del nord. L'estació de ferrocarril construïda el 1902, està a uns 3 km de la vila